# Peter Zorn
Pour les articles homonymes, voir Zorn (homonymie).
Peter Zorn (né le 22 mai 1682 à Hambourg et mort le 23 janvier 1746 à Berlin) est un philologue et théologien protestant allemand du XVIIIe siècle.

## Biographie
Peter Zorn étudie la langue grecque, et à l'âge de quatorze ans il a déjà traduit plusieurs ouvrages. A dix-huit ans, il se rend à l'université de Leipzig puis à Wittemberg, et revient à Hambourg pour entrer dans les ordres.
Reçu en 1705 bachelier en théologie à Rostock, il publie plusieurs écrits polémiques contre les prédicateurs relâchés mais bientôt, il quitte Rostock, voyage dans les Pays-Bas, revient de là en Saint-Empire et habite deux ans Giessen, où il donne en particulier des leçons de langue grecque et d'antiquités. Au sortir de Gießen, il fait une apparition dans sa ville natale, se trouve en 1707 à Kiel, accepte en 1715 la place de recteur de Plön, et y reste jusqu'à ce que ses démêlés avec un ministre du prince l'ait obligé à démissionner (1720).
Hambourg lui offre alors une retraite ; mais il n'y reste que peu d'années, et se rend en Prusse. Nous le retrouvons, en professeur d'éloquence et d'histoire au gymnase de Stettin ; et, en 1729, il cumule avec ces deux chaires celle de professeur d'histoire ecclésiastique. Enfin, de Stettin, il passe à Thorn, alors en royaume de Prusse ; et, outre la place de recteur et de professeur, il a encore à y remplir les fonctions de bibliothécaire de la ville. C'est là qu'il termine, le 23 janvier 1746, une vie errante et agitée, qu'il n'eût tenu qu'à lui de rendre heureuse et tranquille.
Il a notamment écrit : 
1. Index auctorum ab Eustathio in Commentario in Homerum allegatorum, rédigé sous les yeux du savant Christophe Wolf, et inséré par Fabricius dans sa Biblioth. grecque, liv. 2, art. Homère.
2. Bibliotheca antiquaria et exegetica in Scripturam sacrum ;
3. Historia et antiquitates urbis quondam in Mgijpto celeberrimœ Thebarum ;
4. Historia Jlsci Judaïci sub imperio Romanorum ;
5. De dœmoniacorum ;
6. De Atheniensium sarcasme in S. Paulum, ad Act. 18 ;
7. De varia fortuna vocis ô^oouffio;
8. De antiquo œnigmatum in cœnis nuptialibus usu ;
9. De catacumbis seu cryptis sepulcralibus SS. martrjrum ;
10. De varia fortuna Thomœ aquinatis in scholis pontificiorum, imprimis in Gallia ;
11. De Eunuchismo Origenis Adamantii, thèse soutenue à Kiel ;
12. De philosophismis grcecis
13. Opuseula sacra, 2 vol.

## Sources
- « Peter Zorn », dans Louis-Gabriel Michaud, Biographie universelle ancienne et moderne : histoire par ordre alphabétique de la vie publique et privée de tous les hommes avec la collaboration de plus de 300 savants et littérateurs français ou étrangers, 2e édition, 1843-1865 [détail de l’édition]